# زهیر محسن
زهیر محسن (به عربی: زُهَير محسن) (زاده ۱۹۳۶ (میلادی) کرانه باختری رود اردن - درگذشته ۱۶ ژوئیه ۱۹۷۹ (میلادی) در نیس) رهبر و مؤسس گروه الصاعقه و از مقامات بلندپایه نظامی سازمان آزادیبخش فلسطین بود.

## زندگی‌نامه
زهیر محسن در سال ۱۹۳۶ در کرانه باختری رود اردن متولد شد. او از ۱۷ سالگی به عضویت حزب بعث سوریه درآمد. هنگامی که مقر سازمان آزادیبخش فلسطین در اردن قرار داشت وی به دلیل فعالیت‌های ضداسرائیلی چندین بار زندانی شد. دولت اردن سرانجام زهیر محسن را در ۱۹۵۷ به دلیل نقشه‌هایی که برای مبارزه مسلحانه علیه اسرائیل از داخل خاک اردن تدارک می‌دید اخراج کرد.
زهیر محسن مدت ۱۰ سال در سوریه به سر برد و در ۱۹۶۷ به دنبال جنگ شش روزه اعراب و اسرائیل، جنبش چریکی الصّاعِقه را با حمایت مالی سوریه به وجود آورد. او این جنبش را تحت پوشش سازمان آزادیبخش فلسطین درآورد و خود رهبری آن را به عهده گرفت. زهیر محسن در سال ۱۹۷۳ افراد تحت فرمان خود را در پوشش ارتش سوریه به جنگ علیه اسرائیل فرستاد. او یکی از مخالفان سرسخت پیمان کمپ دیوید بود و در چندین نطق خود آشکارا انور سادات، حاکم مصر را توسط نیروهای خود به مرگ تهدید کرد.

## مرگ
زهیر محسن سرانجام در ۱۶ ژوئیه ۱۹۷۹ در خانه خود در شهر کان در جنوب فرانسه توسط عوامل مشترک مصر و اسرائیل ترور شد و دو روز بعد در بیمارستان شهر نیس فرانسه درگذشت. مقامات فلسطینی پس از این قتل طرفداران پیمان کمپ دیوید را بانی ترور زهیر محسن معرفی کردند.